# ビーリンク (ダーツバー)
株式会社ビーリンクは、ダーツバーを運営する日本の企業。株式会社マタハリーホールディングスの100%子会社。

## 概要
セガは、2002年に当時の開発子会社であったヒットメーカーのプロデュースによりダーツバー「Bee」の1号店を渋谷に開業させて以降、子会社であるセガ アミューズメントやセガ エンタテインメント（後のGENDA GiGO Entertainment）によってダーツバー「Bee」、「BeeRUSH」、「KABURA」を運営してきた。
セガ エンタテインメントの親会社であるセガホールディングス（後のセガグループ）は2016年1月29日に、2014年5月から実施しているセガサミーグループの構造改革の一環として、同年3月1日付でセガ エンタテインメントの会社分割を実施し、ダイニングダーツバー事業、ダーツアクセサリー等の販売事業を、同年1月18日に設立した承継会社であるビーリンクへ吸収分割することを発表。同年3月1日にダイニングダーツバー事業、ダーツアクセサリー等の販売事業をビーリンクへ吸収分割したと同時に、セガ エンタテインメントが手掛けていた「Bee」、「BeeRUSH」、「KABURA」の運営、ダーツマシンのレンタル業務、ダーツアクセサリーの販売事業をセガ エンタテインメントから譲受した。
尚、セガホールディングスが保有するビーリンクの全株式は2016年4月1日付でマタハリーへ譲渡され、同時にビーリンクはマタハリーの子会社となった。同時にセガサミーグループにおけるダーツアクセサリー販売事業並びにダーツマシンのレンタル業務はハイブクリエーションに集約されたと同時に、ダーツバー事業からは撤退した。

## 沿革
- 2016年
  - 1月18日 - セガホールディングス（後のセガグループ）の子会社として設立。
  - 3月1日 - セガ エンタテインメント（後のGENDA GiGO Entertainment）の会社分割を実施し、セガ エンタテインメントからダイニングダーツバー事業、ダーツアクセサリー販売事業、ダーツマシンのレンタル事業を譲受。
  - 4月1日 - セガホールディングスによる株式譲渡により、マタハリーの完全子会社となる[2]。同時に本社を東京都品川区から神奈川県川崎市へ移転。
- 2020年4月1日 - マタハリーの持株会社制移行に伴い、マタハリーホールディングスの完全子会社となる。

## 店舗
- 首都圏・京阪神・名古屋・仙台・・広島・福岡で店舗を運営している。